# Alba Schwartz
Sofie Albertine ”Alba” Schwartz, född Larsen 9 december 1857 i Köpenhamn, död 10 januari 1942 i Skagen, var en dansk författare. Hon var farmor till skådespelerskan Malene Schwartz.
Alba Schwartz var dotter till överläkaren Søren Eskildsen Larsen (1802–1890) och Sophia Albertina Matzen (1815–1895) och det yngsta barnet i en syskonskara på 14. Bland syskonen fanns filologen Sofus Larsen. Schwartz satsade på att bli skådespelare och mottog undervisning av Ludvig Phister på Det Kongelige Teater. Hon avbröt utbildningen efter att ha gift sig med juristen Otto Georg Schwartz 1882. De fick sönerna Erik (född 1884) och Walter (1889–1958), varav den äldsta dog som 9-åring. Familjen flyttade till Skagen 1899 där maken blev borgmästare. Alba Schwartz blev en del av ortens kulturliv och bidrog till att skildra dess historia i Den svundne Tid i Sagn og Billeder (1912) och Skagen, Den nye Tid i Oplevelser og Indtryk (1913).
Schwartz gjorde sin författardebut 1907 med novellen Den døde Mand som trycktes i tidningen Det ny Aarhundrede. Hennes första skönlitterära bok, Overlægen, publicerades 1932. Hon var då 75 år gammal och änka sedan många år. Denna och de följande romanerna Barnet (1935), Edith søger en Far (1938) och Skilsmissens Børn (1940) skildrar främst ämnen som äktenskap, moderskap, kärlek och familjeliv. Också situationer av otrohet, både hos de manliga och kvinnliga huvudkaraktärerna, samt skilsmässa och oäkta barn är återkommande teman i Schwartz författarskap. Skilsmissens Børn blev filmatiserad 1939 av Benjamin Christensen med Grethe Holmer som huvudrollsinnehavare.
Schwartz tilldelades Holger Drachmann-legatet 1939.